# Висцеральный лейшманиоз
Висцеральный лейшманиоз (англ. visceral leishmaniasis) — природно-очаговое тропическое заболевание; синонимы: лихорадка Дум-Дум, кала-азар (с санскр. — «чёрная лихорадка»). Наиболее тяжёлая форма лейшманиоза. Относится к забытым болезням.

## Этиология
Вызывается паразитирующими простейшими (род Лейшмании) видов Leishmania donovani и L. infantum (в Латинской Америке последний вид именуется L. chagasi). Переносчиком служат москиты.

## Патогенез
Лейшмании проникают в клетки костного мозга и ретикуло-эндотелиальной системы.

## Эпидемиология
Заболевание встречается в Африке и странах Южной Азии (антропонозный висцеральный лейшманиоз, возбудитель — L. donovani) и в странах Средиземноморья и Южной Америке (зоонозный висцеральный лейшманиоз, возбудитель — L. infantum/chagasi). Ежегодно висцеральным лейшманиозом заболевает около полумиллиона человек, а умирает — около 50000.

## Клиника
Симптомы заболевания включают в себя: снижение веса и появление перемежающейся лихорадки, уменьшение количества лейкоцитов в крови, увеличение и последующее поражение печени и селезёнки.

## Лечение
Для лечения применяются препараты пятивалентной сурьмы, амфотерицин B, милтефозин.